# Stettlen
Stettlen é uma comuna da Suíça, situada no distrito administrativo de Berna-Mittelland, no cantão de Berna. Tem 3,5 km² de área e sua população em 2018 foi estimada em 3.113 habitantes.